# Форт Макинли (Охајо)
Форт Макинли (енгл. Fort McKinley) град је у америчкој савезној држави Охајо.

## Демографија
По попису из 2000. године број становника је 3.989.
| Група             | 2000.         | 2010.    |
| Белци             | 1.725 (43,2%) | 0 (0,0%) |
| Афроамериканци    | 2.121 (53,2%) | 0 (0,0%) |
| Азијати           | 14 (0,4%)     | 0 (0,0%) |
| Хиспаноамериканци | 26 (0,7%)     | 0 (0,0%) |
| Укупно            | 3.989         | 0        |